# Mirko Perniola
Mirko Perniola (Magenta, 14 luglio 1974) è un fumettista italiano, autore e sceneggiatore per Sergio Bonelli Editore.

## Biografia
Dal 1990 al 2000 collabora con riviste indipendenti, negli ambiti di fumetto, cinema e teatro, come sceneggiatore, giornalista, critico e redattore.
Dopo gli studi alberghieri e il diploma come cuoco, oltre a esercitare questa professione si è dato da fare in mille lavori, per pagarsi gli studi all'università Statale di Milano, dove ha studiato Storia medioevale.
Gli esordi nel mondo professionale della scrittura per fumetti risalgono al 2000, quando Perniola fonda lo studio grafico ArtNu, Artigiani delle Nuvole: da qui nel 2001 crea la serie Anno Domini, di ambientazione medioevale e umoristica, ma con espliciti riferimenti all'attualità, pubblicata da Edizioni i Libri Scuola del Fumetto.
Nel frattempo produce svariati fumetti, per pubblicità e house organ.
Nel 2005, invece, avviene l'incontro con la Sergio Bonelli Editore: una svolta importante che lo stesso Perniola ricorda così:
Da lì in poi, inizia la sua collaborazione con la Sergio Bonelli Editore, prima su Zagor, ideato proprio da Sergio Bonelli, per poi divenire il referente numero uno anche di Nathan Never, dopo il passaggio a Dragonero del precedente principale sceneggiatore, Stefano Vietti.
Nel 2011 realizza Battiti di Legalità, una storia di mafia: volume dedicato alla lotta alla criminalità che ha ottenuto il patrocinio dell'Associazione Nazionale Magistrati sotto la guida del presidente Luca Palamara e l'introduzione del Presidente della Repubblica Italiana Giorgio Napolitano.
Tra marzo e luglio del 2012 vede la luce, con l'uscita nelle edicole, il primo starting point di Nathan Never, progetto a cui Perniola ha dedicato anni di lavoro: la storia, dipanandosi per i cinque albi, si innesca nella lunga saga dell'Agente Alfa, sia svelando nuovi dettagli per i lettori storici – ricapitolando tutta la vicenda, nata nel 1991 – sia introducendo alla narrazione chi non lo era. L'operazione, a quattro mani con il collega Davide Rigamonti, rappresenta un punto molto significativo nella ventennale storia della serie, destinata a fare letteratura: infatti, lungo questi cinque "capitoli", vengono fornite e fissate numerose informazioni (alcune già note, altre inedite) relative al canone di Nathan Never, ovvero elementi che risulteranno sempre imprescindibili. Gli albi che compongono lo starting point sono i n. 250 Il segreto di Sigmund (Soggetto di Antonio Serra (fumettista), sceneggiatura di Mirko Perniola, disegni di Sergio Giardo, copertina di Sergio Giardo), n. 251 Il faro di Alessandria (soggetto: Antonio Serra, sceneggiatura: Davide Rigamonti, disegni: Ivan Calcaterra, copertina: Sergio Giardo), n. 252 Nel cuore della macchina (soggetto: Antonio Serra, sceneggiatura: Davide Rigamonti; disegni: Patrizia Mandanici; copertina: Sergio Giardo), n. 253 Omega (soggetto: Antonio Serra, sceneggiatura: Antonio Serra e Mirko Perniola; disegni: Simona Denna & Silvia Corbetta; Stefano Martino; copertina: Sergio Giardo) e infine n. 254 Le chiavi del futuro (soggetto: Antonio Serra, sceneggiatura: Mirko Perniola; disegni: Val Romeo con la collaborazione di Guido Masala, Gino Vercelli, Silvia Corbetta; copertina: Sergio Giardo).

### Nathan Never
| Data (anno/mese) | N.                                                    | Titolo                    | Soggetto e sceneggiatura | Disegni                                         |
| ---------------- | ----------------------------------------------------- | ------------------------- | ------------------------ | ----------------------------------------------- |
| 2009 / 05        | 215 Archiviato il 12 aprile 2013 in Internet Archive. | Ai confini del territorio | M. Perniola              | M. Resinanti & S. Giardo                        |
| 2010 / 10        | 232 Archiviato il 12 aprile 2013 in Internet Archive. | Poteri mentali            | M. Perniola              | Germano Bonazzi                                 |
| 2010 / 12        | 234                                                   | La cittadella             | M. Perniola              | M. Gradin & Oskar                               |
| 2010 / 12        | 235 Archiviato il 12 aprile 2013 in Internet Archive. | La metamorfosi            | M. Perniola              | Andrea Cascioli                                 |
| 2012 / 04        | 250                                                   | Il segreto di Sigmund     | A. Serra & M. Perniola   | Sergio Giardo                                   |
| 2012 / 07        | 253                                                   | Omega                     | A. Serra & M. Perniola   | S. Denna, S. Corbetta & S. Martino              |
| 2012 / 08        | 254                                                   | Le chiavi del futuro      | A. Serra & M. Perniola   | Val Romeo, G. Masala, G. Vercelli & S. Corbetta |
| 2012 / 10        | 256                                                   | Mutazione                 | M. Perniola              | Sergio Giardo                                   |
| 2012 / 08        | Almanacco della fantascienza 2012                     | La legge dei Raminghi     | M. Perniola              | Mario Rossi                                     |
| 2010 / 07        | Agenzia Alfa n. 22                                    | La regina della foresta   | M. Perniola              | M. Atzori, Oskar & M. De Blase                  |
| 2010 / 12        | Speciale n. 20                                        | Non umano                 | M. Perniola              | Gino Vercelli                                   |
| 2011 / 04        | Maxi n. 7                                             | Profilo criminale         | M. Perniola              | I. Calcaterra & Oskar                           |
| 2012 / 04        | Maxi n. 8                                             | I morti non ritornano     | M. Perniola              | Paolo Di Clemente                               |

### Zagor
| Data (anno/mese) | N.                            | Titolo                 | Soggetto e sceneggiatura  | Disegni                   |
| ---------------- | ----------------------------- | ---------------------- | ------------------------- | ------------------------- |
| 2011 / 07        | 556                           | Alligator Bayou        | D. Paolucci & M. Perniola | Marcello Mangianti        |
| 2011 / 12        | 557                           | Nel regno dei Cajun    | D. Paolucci & M. Perniola | Marcello Mangiantini      |
| 2012 / 01        | 558                           | Notte senza fine       | D. Paolucci & M. Perniola | Marcello Mangiantini      |
| 2012 / 02        | 559                           | Rotta verso Panama     | D. Paolucci & M. Perniola | Marcello Mangianti        |
| 2010 / 10        | Almanacco dell'avventura 2010 | Il dottor Knox         | M. Perniola               | Alessandro Chiarolla      |
| 2011 / 04        | Speciale Zagor n. 23          | La danza degli spiriti | M. Perniola               | Marcello Mangianti        |
| 2012 / 04        | Speciale Zagor n. 24          | Sangue nero            | M. Perniola               | Gaetano & Gaspare Cassano |
| 2008 / 08        | Maxi Zagor n. 10              | Corsa mortale          | M. Perniola               | Gianni Sedioli            |

### Anno Domini
| Data (anno/mese) | N.                                 | Titolo                         | Soggetto e sceneggiatura              | Disegni             |
| ---------------- | ---------------------------------- | ------------------------------ | ------------------------------------- | ------------------- |
| 2001             | 1                                  | L'anello di mastro Guidobaldo  | M. Perniola                           | Gianmauro Cozzi     |
| 2001             | 2                                  | La donazione di Costantino     | M. Perniola                           | Fabio Mori          |
| 2001             | 3                                  | Il libro di Fibonacci          | M. Perniola                           | Tino Adamo          |
| 2001             | 4                                  | Il mulino di Begolardo         | M. Perniola                           | Fabio Mori          |
| 2002             | 5                                  | La cultura di Biliardino       | A. Tintori & M. Perniola              | Francesco Frosi     |
| 2002             | 6                                  | I porcelli di Pelosastro       | M. Perniola                           | Natale Clemente     |
| 2002             | 7                                  | La mortadella di Battilardo    | M. Perniola                           | Fabio Mori          |
| 2007             | 8                                  | Le mazzolate di Antelami       | M. Perniola                           | Cristian Baldi      |
| 2007             | 9                                  | Un toro per Dandalo            | Apostolidis, C. Baratti & M. Perniola | Bailo & Zeppetelli  |
| 2007             | 10                                 | I cataplasmi di Pharmaco Peo   | M. Perniola                           | Fabio Mori          |
| 2008             | 11                                 | Il fantasma di Stradella       | C. Baratti & M. Perniola              | Francesco Abrignani |
| 2009             | 12                                 | Una reliquia per Fra Stornato  | M. Perniola                           | Cristian Baldi      |
| 2008             | Speciale 1                         | Il dono di Federico Barbarossa | M. Perniola                           | C. Baldi            |
| 2002             | Speciale Comiconvention 2002       | La babbuccia di Ambrogio       | M. Perniola                           | Fabio Mori          |
| 2006             | Speciale Lucca Comics & Games 2006 | La fuga del Volto Santo        | M. Perniola                           | Cristian Baldi      |